# غابور إسترهازي (ملحن)
غابور إسترهازي (بالمجرية: Esterházy Gábor)‏ هو ملحن مجري، ولد في 15 أبريل 1673، وتوفي في 13 ديسمبر 1704 بسبب جدري.